# Soligny-la-Trappe
 Soligny-la-Trappe  es una población y comuna francesa, situada en la región de Baja Normandía, departamento de Orne, en el distrito de Mortagne-au-Perche y cantón de Bazoches-sur-Hoëne.
En Soligny-la-Trappe destaca la gran abadía de La Trapa, donde en 1664 Armand Jean Le Bouthillier de Rancé fundó la Orden Cisterciense de la Estrecha Observancia, cuyos miembros se conocen como «trapenses».

## Demografía
| 606 | 553 | 538 | 586 | 624 | 694 |
| Para los censos de 1962 a 1999 la población legal corresponde a la población sin duplicidades (Fuente: INSEE [Consultar]) |     |     |     |     |     |